# 極道學園
《極道學園》是由可米瑞智國際藝能有限公司出品，元冠武、林合隆執導，王傳一、包小柏、徐婕兒、李佳豫、李偉豪、馬俊麟和藤岡靛等主演的的科幻校園劇。該劇以科幻懸疑為主，劇情圍繞著一所名為黑武的中學，學校裏面有著許多與《格利莫裏》巫術書有關的恐怖流傳而展開。該劇于2006年9月18日在华视首播。

## 故事簡介
黑武中學正流傳著一個恐怖的謠言，那就是格利莫裏，格利莫裏是一本來自遠古的巫術之書，裏面記載著所羅門王所註72隻魔鬼的秘密印記，這些魔力印記包含著魔鬼的力量，有能力畫出印記的人，便能喚出該印記所代表的魔鬼，所羅門是西元10世紀以色列的統治者，他擁有神所賜予的的神秘力量，能夠控製魔鬼，當所羅門死後，格利莫裏也隨之消失無蹤，但所羅門的後代，邪鬼雷斯特，卻讓那本格利莫裏重現人間，當雷斯特取得格利莫裏後，立即遭到來自世界各地驅魔大師們的圍剿，為了躲避驅魔師們的追殺，雷斯特帶著那本格利莫裏，躲到一間學校之中，在那兒靜靜找尋著那些魔鬼秘密印記的答案，而那間學校，正是黑武中學，為了查出邪鬼雷斯特的下落，國際驅魔總會派出伊古達，傳說中的夜行者火狼，開始針對台灣的校園進行調查，火狼也因此與雷斯特所招喚出來的魔鬼，展開一場場的死亡激鬥。

## 演員
| 演 員  | 角 色        | 關係/暱稱 |
| 李佳豫 | 洛亭         | 外號：一毛 X Class的成員，菜鳥高一生，外在貧窮軟弱，有點傻氣，但內在卻堅強樂觀，善解人意，在校園內常被勞大欺負，但總是被打不還手，被罵不還口。喜歡元神武，最後喜歡上新堂定。當全校被元神武的恐怖實驗嚇得一片雞毛鴨血之時，只有她，完全不為所動。                                                       |
| 馬俊麟 | 元神武       | 網路筆名：原田夜舞 黑武中學First Class裏的頭號資優生，也是個神秘的網路恐怖小說作家，外表有如天使般的男孩，斯文善良，陽光有禮，但沒人知道，他無比孤獨的內在，是個充滿魔性的怪物。很喜歡洛亭，在看到洛亭被人欺負，用魔的力量使那些人受傷。後來因為勞大奪走了他一年的記憶，把一毛忘了。                   |
| 李偉豪 | 勞大         | 外號：老大 勞校長的兒子，也是黑武中學First Class裏的資優生，自傲自負，目中無人，常常欺負弱小，拳擊本事一流，喜歡打架，但腦筋不行，會進F班全是靠校長老爸的關系。最看不起窮學生，所以常常欺負一毛。最後喜歡上蒙古包。                                                                                    |
| 藤岡靛 | 新堂定       | 外號：Dean |
| 王傳一 | 周少奇       | 綽號：鷹眼 |
| 包小柏 | 伊古達       | 外號：夜行者-火狼 年齡不詳。當人類和罪惡劃上了等號，這些人就已成為魔鬼的工具……冷酷無情的驅魔特警，一身黑色風衣的標準造型，身手驚人，眼球一藍一黑，透過他的陰陽眼，他辦案的對象並不是人，身邊常圍繞著不乾淨的東西，因為辦案風格的不同，也因此和過往警界的那位風雲人物鷹眼（周少奇），兩人成為了死對頭。 |
| 林彥君 | 元靜芸       | 麥牙糖 |
| 陳瑋萱 | 陳佳琪       | 綽號：小黑貓 |
| 張沁妍 | 韓寧         | 蒙古包 |
| 朱孟涵 | 餘谷同       | 鱷魚骨頭 |
| 徐婕兒 | 官誼瑄       | 小蘋果 喜歡伊古達。最後為了救伊古達而犧牲。 |
| 陳珮騏 | 卡特麗亞     | 一個神秘的女孩 |
| 包偉銘 | 邪鬼、雷斯特 | 元神武的師父，之後收了勞大為徒弟 |
| 陳為民 | 海怪         | 李正義 黑武中學教官 |
| 黃泰安 | 王鐵男       | 黑武中學體育老師 |
| 石班瑜 | 勞初世       | 黑武中學校長、勞大父親 |
| 安迪   | 朱百介       | 百科博士 |

## 製作團隊
- 製作人：柴智屏、王傳仁
- 編劇：劉立群、楊碧鳳、賴怡容
- 導演：元冠武、林合隆

## 音樂

### 片頭曲
- 歌名：極道戰役
- 主唱：王傳一 李偉豪 馬俊麟 藤岡靛

### 片尾曲
- 歌名：Lovin' U
- 主唱：王傳一

### 插曲1
- 歌名：愛情 Yogurt
- 主唱：林俊傑

### 插曲2
- 歌名：訊號
- 主唱：林宇中

### 插曲3
- 歌名：不死之身
- 主唱：林俊傑

### 插曲4
- 歌名：我不是他
- 主唱：林宇中

### 插曲5
- 歌名：Now That She's Gone
- 主唱：林俊傑